# Libra parisina
La libra parisina (o libra de París, denominada lp) fue una moneda de cuenta utilizada en Francia desde la Edad Media hasta el siglo XVII, en referencia a las especies monetarias fabricadas por la Casa de la Moneda de París. Desde el siglo XIII  coexistió con la libra tornesa antes de ser prohibida en abril de 1667.

## La reforma carolingia
Sucediendo al sistema monetario romano, la libra parisina se convirtió en la moneda oficial de contabilidad del dominio real francés desde el reinado de Pipino el Breve que, en el año 755, en el artículo 27 (“De moneta") de "Capitula Synodi Vernensis" ordena que no se acuñe más de 22 soles la libra. En el 779, Carlomagno, su sucesor, indica en su capitular ("Decretale Precum Quoundam Episcoporum”) que la libra equivale a 20 soles. Sin embargo, durante este período solo se acuñarán denarios de plata, que sigue siendo la unidad de cuenta corriente.
Las primeras cecas parisinas verdaderamente productivas aparecieron durante el reinado de Felipe I.
El sistema de conversión duodecimal es el siguiente: 1 libra parisina = 20 sueldos = 240 dineros y sabiendo que: 1 sueldo = 12 dineros.
La libra carolingia equivalía a +/- 409 g. La moneda de plata de 1 dinero pesaba 1,704 g. La proporción de plata fina contenida en el centavo era variable (25 a 50% en promedio), componiendo una aleación llamada vellón.

## Doble sistema monetario
En 1203, Turena pasó a formar parte del dominio real de Felipe II. La moneda oficial se convirtió entonces en la libra de torneo, acuñada por primera vez en Tours. Las dos libras coexistirán, sabiendo que el valor de la libra parisina se establece en 1,25 libras tornesas (es decir, 1 lp = 25 sueldos torneses).
Entre 1263 y 1266, San Luis revalorizó la libra de torneo, expulsando así a la antigua moneda que, sin embargo, persistía en el norte de Francia (Artois) y en Flandes.
En abril de 1667, Luis XIV, por ordenanza (“Ordenanza civil referente a la reforma de la justicia", Saint-Germain-en-Laye, título XXVII, art 18), impone la obligación de contar en lo sucesivo por libras, sueldos y dineros, pero sin distinción de sistema. Los antiguos valores de París, admitidos temporalmente, ahora deben ser revaluados y convertidos en libras tornesas.

## Biblioteca
- Ramírez Vaquero, Eloísa (2001). «La moneda y su circulación durante la Restauración de la monarquía: de García Ramírez a Sancho VII el Fuerte». La moneda en Navarra. Gobierno de Navarra, Departamento de Educación y Cultura. pp. 97-119. ISBN 84-95746-06-9. OCLC 49688971. Consultado el 7 de mayo de 2023.